# Glenn Theodore Seaborg
Glenn Theodore Seaborg (19 avril 1912 à Ishpeming, Michigan - 25 février 1999 à Lafayette, en Californie) est un physicien atomiste américain. Il est colauréat avec Edwin McMillan du prix Nobel de chimie de 1951. Il a découvert l'élément sur lequel repose la 1re bombe atomique, des isotopes utilisés pour traiter les patients atteints de cancer, 10 éléments qui figurent dans le tableau périodique.

## Biographie
Il passa sa jeunesse près de Los Angeles. Il suivit les travaux de Frederick Soddy sur les isotopes et lut les livres d'Otto Hahn sur la radiochimie appliquée.
Il devint un expert à l'université de Californie à Berkeley dans la relation avec le grand physicien Robert Oppenheimer. Ce dernier était si rapide et érudit qu’il avait l’habitude de répondre avant même que la question soit terminée. Ces réponses étaient plus fouillées que de besoin ce qui les rendait peu utiles. Seaborg apprit donc à formuler ses questions à Oppenheimer de manière très succincte et précise.
Il devint un instructeur en chimie en 1939, fut promu professeur en 1945 puis servit comme chancelier de 1958 à 1961.
Il découvrit le plutonium, l'américium, le curium, le berkélium, et le californium (éléments 94 à 98). Il partagea avec Edwin McMillan le prix Nobel de chimie en 1951 « pour leurs découvertes en chimie des éléments transuraniens ».
La même année où il produisit du plutonium, 1941, il découvrit que l’isotope 235U subit une fission sous les conditions appropriées. Il fut donc responsable de deux approches différentes dans le développement des armes nucléaires. À ce moment, il fut transféré au projet Manhattan où il était dans le groupe d’Enrico Fermi qui obtint la première réaction nucléaire en chaîne en 1942. Son rôle fut d’extraire, de la masse de l’uranium, l'infime partie de plutonium.
En 1941, avec Margaret Melhase, une de ses étudiantes, il découvre le Césium 137.
Il épousa en 1942 Helen Griggs (en) (1917-2006), la secrétaire d’Ernest Orlando Lawrence avec laquelle il eut six enfants.
Il fut élu à l'Académie nationale des sciences en 1948. Il fut directeur de la commission des États-Unis pour l’énergie nucléaire de 1961 à 1971. En 1959, il est récompensé du prix Enrico-Fermi. Il fut lauréat de la médaille Franklin en 1963. Il accueillit le roi de Suède en 1976.
L’élément seaborgium lui a été dédié alors qu’il était vivant ce qui créa une controverse. Pour le reste de sa vie, il était le seul homme pouvant écrire son adresse avec des éléments chimiques : Seaborgium, Lawrencium, Berkélium, Californium, Américium (Glenn Seaborg, Laboratoire national Lawrence-Berkeley, Berkeley, Californie, États-Unis).

## Distinctions et récompenses
- 1947 : ACS Award in Pure Chemistry
- 1948 : médaille William-H.-Nichols
- 1951 : prix Nobel de chimie
- 1963 : médaille Franklin
- 1966 : prix Willard-Gibbs
- 1979 : médaille Priestley